# Pasi Puistola
Pasi Puistola (ur. 16 września 1978 w Tampere) – fiński hokeista, reprezentant Finlandii.

## Kariera
- Ilves U16 (1993-1994)
- Ilves U18 (1994-1995)
- Ilves U20 (1995-1997, 1998)
- Ilves (1997-2001)
- Ässät (2000-2001)
- Tappara (2001-2006)
- HV71 (2006-2011)
- Siewierstal Czerepowiec (2011-2012)
- Donbas Donieck (2012-2013)
- Tappara (2013-2015)
  -  KalPa (2014)
  -  LeKi (2015/2016)
- Pelicans (2016-2017)

Wychowanek klubu Ilves. W maju 2013 po raz drugi w karierze został zawodnikiem Tappara związany czteroletnim kontraktem. We wrześniu 2014 wypożyczony tymczasowo do KalPa. W październiku 2015 wypożyczony do LeKi. W lutym 2016 przeszedł do Pelicans. W maju 2017 zakończył karierę.
Uczestniczył w turniejach mistrzostw świata w 2010, 2011.

## Sukcesy
Reprezentacyjne
- Złoty medal mistrzostw świata juniorów do lat 20: 1998
- Złoty medal mistrzostw świata: 2011

Klubowe
- Srebrny medal mistrzostw Finlandii: 1998 z Ilves, 2002, 2014, 2015 z Tappara
- Brązowy medal mistrzostw Finlandii: 2001 z Ilves
- Złoty medal mistrzostw Finlandii: 2003 z Tappara
- Złoty medal mistrzostw Szwecji: 2008, 2010 z HV71
- Srebrny medal mistrzostw Szwecji: 2009 z HV71
- Puchar Kontynentalny: 2013 z Donbasem

Indywidualne
- SM-liiga 1996/1997:
  - Najlepszy debiutant sezonu – Trofeum Jarmo Wasama
- Sezon SM-liiga 2005/2006:
  - Pierwsze miejsce w klasyfikacji strzelców wśród obrońców w sezonie zasadniczym: 14 goli (Trofeum Juhy Rantasili)
- Elitserien 2007/2008:
  - Pierwsze miejsce w klasyfikacji strzelców wśród obrońców: 11 goli
- Elitserien 2008/2009:
  - Pierwsze miejsce w klasyfikacji podających wśród obrońców: 25 asyst
- Elitserien 2008/2009:
  - Pierwsze miejsce w klasyfikacji kanadyjskiej wśród obrońców w fazie play-off: 11 punktów